# Espulsione dei moriscos

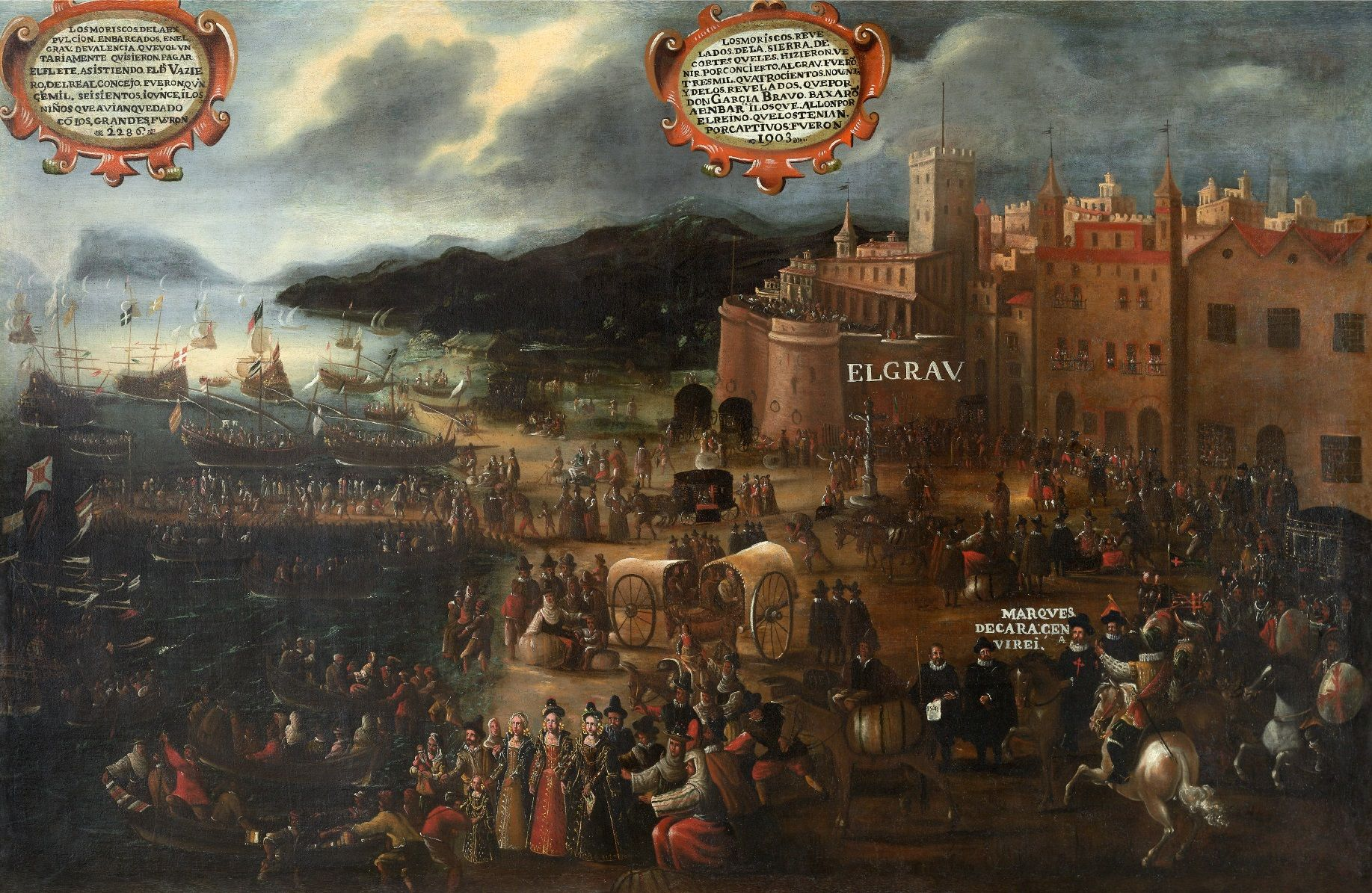
Imbarco di moriscos nel "Grao" (l'antico porto) di Valencia.

L'espulsione dei moriscos dalla penisola iberica fu ordinata dal re Filippo III e fu portata a termine nel giro di pochi anni, sia pure per gradi, tra il 1609 e il 1614. I primi moriscos espulsi furono quelli del Regno di Valencia (il decreto fu reso pubblico il 22 settembre 1609), ai quali seguirono quelli dell'Andalusia (10 gennaio 1610), dell'Estremadura e delle due Castiglie (10 luglio 1610), nei territori della Corona di Castiglia, e quelli della Corona d'Aragona (29 maggio 1610). Gli ultimi espulsi furono quelli del Regno di Murcia, prima quelli di origine granadina (8 ottobre 1610) e più tardi quelli della valle de Ricote e il resto dei moriscos "antichi" (ottobre 1613).
Dopo la promulgazione dei decreti di espulsione, si celebrò il 25 marzo 1611 a Madrid una processione di ringraziamento «alla quale assistette S. M. vestito di bianco, molto aggraziato», stando a quanto riferì un cronista. In totale furono espulse circa 300.000 persone, la maggioranza di esse dai regni di Valencia e di Aragona che furono i più colpiti, giacché persero rispettivamente un terzo e un sesto della loro popolazione.

## Antecedenti
La popolazione morisca consisteva di circa 325.000 persone in un paese di circa 8,5 milioni di abitanti. Erano concentrati nei regni di Aragona, nel quale costituivano un 20% della popolazione, e di Valencia, dove rappresentavano un 33% del totale degli abitanti, mentre in Castiglia erano più dispersi, arrivando in alcuni casi, anche se eccezionali, a concentrarsi intorno al 50% della popolazione, come a Villarrubia de los Ojos, stando alle ricerche di Trevor J. Dadson; in questo esempio concreto, l'esercizio effettivo della disobbedienza civile impedì il loro sradicamento. A questo c'è da aggiungere la credenza generale dell'epoca, che l'ispanista olandese Govert Westerveld ha dimostrato essere falsa mediante gli alberi genealogici, che la crescita della popolazione morisca fosse superiore a quella dei "cristiani vecchi". Le terre ricche e i centri urbani di questi regni erano maggiormente dei cristiani vecchi, mentre i Moriscos occupavano la maggior parte delle terre povere e si concentravano nei sobborghi delle città, dediti alle uniche occupazioni che le leggi lasciavano loro praticare: l'edilizia, l'agricoltura, la medicina e alcuni rami dell'artigianato, giacché le corporazioni cristiane vietavano rigidamente l'accesso ai Moriscos.
In Castiglia la situazione era molto diversa: su una popolazione di 6 milioni di persone, i moriscos ammontavano a circa 100.000 abitanti. Data questa percentuale molto minore della popolazione morisca, probabilmente il risentimento da parte dei cristiani vecchi verso i Moriscos era minore che nella Corona d'Aragona.
Un gran numero di ecclesiastici appoggiavano l'opzione di dare tempo, un'opzione appoggiata da Roma, poiché consideravano che una conversione totale avrebbe richiesto una prolungata assimilazione nelle credenze e nella società cristiane. La nobiltà aragonese e valenzana era favorevole a lasciare le cose come stavano, poiché questi erano i gruppi che più traevano beneficio dalla manodopera morisca nelle loro terre. La classe contadina, tuttavia, li vedeva con risentimento e li considerava rivali.

## Cause

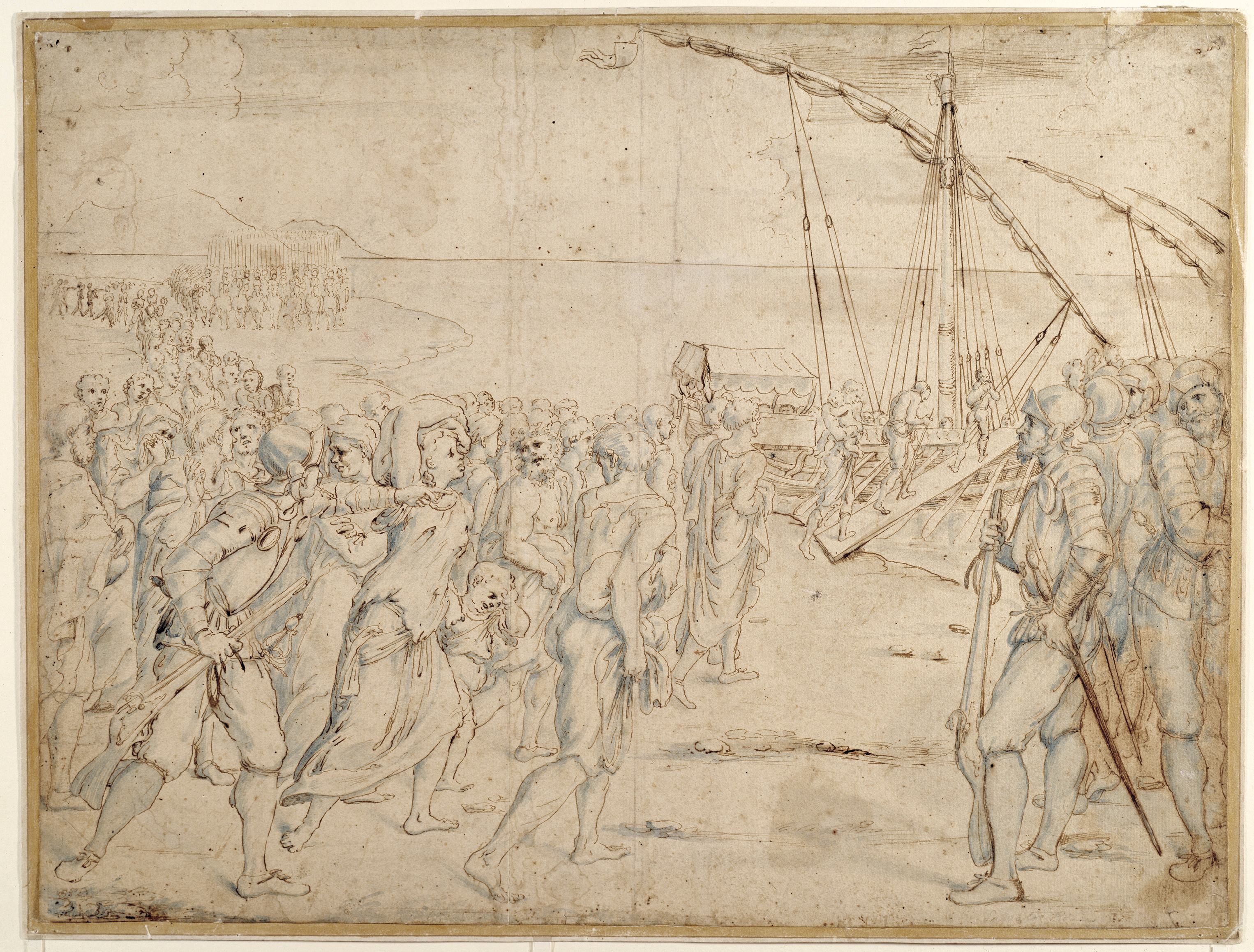
La Expulsión de los Moriscos, di Vicente Carducho (Museo del Prado, Madrid).

Come hanno evidenziato Antonio Domínguez Ortiz e Bernard Vincent, l'espulsione dei Moriscos è un problema storico "intricato per la molteplicità di fattori e perché, malgrado possediamo abbondante documentazione di prima mano, le ragioni che spinsero infine la Corona verso la soluzione più drastica non sono ben chiarite, né forse lo saranno mai".
Tra le cause che si sono addotte per spiegare l'espulsione figurano le seguenti:
- La maggioranza della popolazione morisca, dopo più di un secolo dalla sua conversione forzata al cristianesimo, continuava a essere un gruppo sociale a parte, malgrado che, eccetto a Valencia, la maggioranza delle comunità avessero perduto l'uso della lingua araba in favore delle lingue romanze,[4] e che la loro conoscenza del dogma e dei riti dell'islam, religione che praticavano in segreto, fosse in generale molto povera.
- Dopo la rivolta di Las Alpujarras (1568-1571), i cui protagonisti furono i Moriscos granadini, i meno acculturati, andò prendendo sempre maggior peso l'opinione che questa minoranza religiosa costituisse un problema politico che poteva mettere a rischio la continuità della Monarchia Ispanica. Questa opinione si vedeva rafforzata dalle numerose incursioni di pirati berberi che in certe occasioni erano facilitate o festeggiate dalla popolazione morisca e che devastavano continuamente tutta la costa mediterranea. I Moriscos cominciarono a essere considerati una quinta colonna, e dei potenziali alleati di Turchi e Francesi.
- Il timore di una possibile collaborazione tra la popolazione morisca e l'Impero turco ottomano contro la Spagna cristiana. Bisogna evidenziare che i Turchi comportavano la maggiore minaccia per gli interessi della Corona spagnola e non si arrivarono mai a conseguire grandi vittorie contro di essi, ecco perché un'alleanza tra Moriscos e Turchi, i primi che premevano dalla stessa Spagna e gli ultimi dal Mediterraneo, sarebbe potuta risultare fatale.
- L'inizio di una fase di recessione nel 1604 derivata da una diminuzione nell'arrivo di risorse dall'America. La riduzione dei livelli di vita poté portare la popolazione cristiana ad accentuare il suo risentimento riguardo ai Moriscos.
- Una radicalizzazione nel pensiero di molti governanti dopo il fallimento di porre fine al protestantesimo nei Paesi Bassi.
- Il tentativo di porre fine all'idea che correva per l'Europa sulla discutibile cristianità della Spagna a causa della permanenza dei Moriscos. Con questa decisione si poneva fine al processo omogeneizzatore che era cominciato con l'espulsione degli ebrei e ratificava la cristianità dei regni di Spagna. Anche se questa non era l'opinione popolare, che vedeva i Moriscos con un certo risentimento solo per la concorrenza nelle risorse e nel lavoro. Infatti, Domínguez Ortiz e Bernard Vincent affermano che "si deve scartare che il motivo fondamentale [dell'espulsione] fosse la pressione dell'opinione pubblica. È certo che nell'insieme questa non era loro favorevole; ma richieste massive in favore dell'espulsione non si trovano né nelle Cortes né nella letteratura dell'epoca; si chiede solo che si metta fine a certi abusi, che si reprima il banditismo, che si impedisca loro l'accesso a certe professioni... Le richieste in favore della loro espulsione partirono solo da pochi individui".[5] Le opinioni circa la politica da seguire riguardo ai Moriscos si trovavano molto divise tra quelli che consideravano che si dovesse dare tempo alla loro cristianizzazione e quelli che proponevano misure estreme, come l'espulsione.

L'umanista Antonio de Nebrija, da parte sua, percepiva nel suo De bello Granatensi che i Moriscos si erano isolati ancora di più dopo la caduta di Granada nel vedere il crollo di tutta una forma di vita: "Si abbandonarono a sé stessi e a tutte le loro cose, tanto sacre per loro quante profane per noi".

### Precedenti immediati dell'espulsione

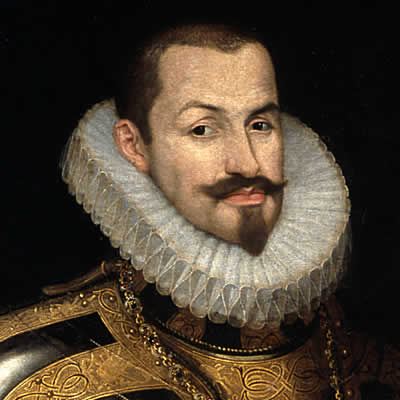
Francisco Gómez de Sandoval y Rojas, marchese di Denia e duca di Lerma, favorito di Filippo III di Spagna.

Filippo III, poco dopo esser salito al trono nel 1598 in seguito alla morte di suo padre Filippo II, realizzò un viaggio nel Regno di Valencia accompagnato dal suo favorito Francisco Gómez de Sandoval y Rojas, marchese di Denia e duca di Lerma, gran signore dei Moriscos portavoce della nobiltà valenciana opposta all'espulsione. Quando se ne andò da lì nel maggio 1599 il re scrisse una lettera all'arcivescovo di Valencia e patriarca di Antiochia, Juan de Ribera – un fermo sostenitore dell'espulsione – nella quale gli dava istruzioni precise per l'evangelizzazione dei Moriscos mediante la predicazione e la diffusione di un catechismo che aveva scritto il suo predecessore nell'arcivescovado. Queste istruzioni furono accompagnate da un editto di grazia emesso dall'inquisitore generale.
Ma l'evangelizzazione si realizzò con eccessivo zelo inquisitorio giacché i predicatori che inviò il patriarca Ribera alle popolazioni morische mescolarono le esortazioni perché si convertissero con le minacce, e inoltre il patriarca ridusse unilateralmente il termine dell'editto di grazia dai due anni a uno, il che gli fu rimproverato dal Consiglio di Stato che consigliò moderazione poiché "non conveniva dire ai Moriscos prima del tempo la loro perdizione" – come affermò la giunta di Madrid che si occupava del tema – e che ordinò di ritirare gli editti minacciosi di Ribera che avevano causato inquietudine tra i Moriscos.
D'altra parte, nella corte vi era un settore favorevole alle misure estreme date le relazioni che i Moriscos mantenevano con il re di Francia, per cui affrontavano il "problema morisco" da una prospettiva esclusivamente politico-militare: in una riunione del Consiglio di Stato del 1599 si arrivò a proporre che i maschi moriscos fossero inviati a servire come galeotti nell'Armata Reale e le loro proprietà confiscate, e che le donne e gli anziani fossero spediti nel nord dell'Africa, mentre i bambini sarebbero rimasti nei seminari per essere educati nella fede cattolica.

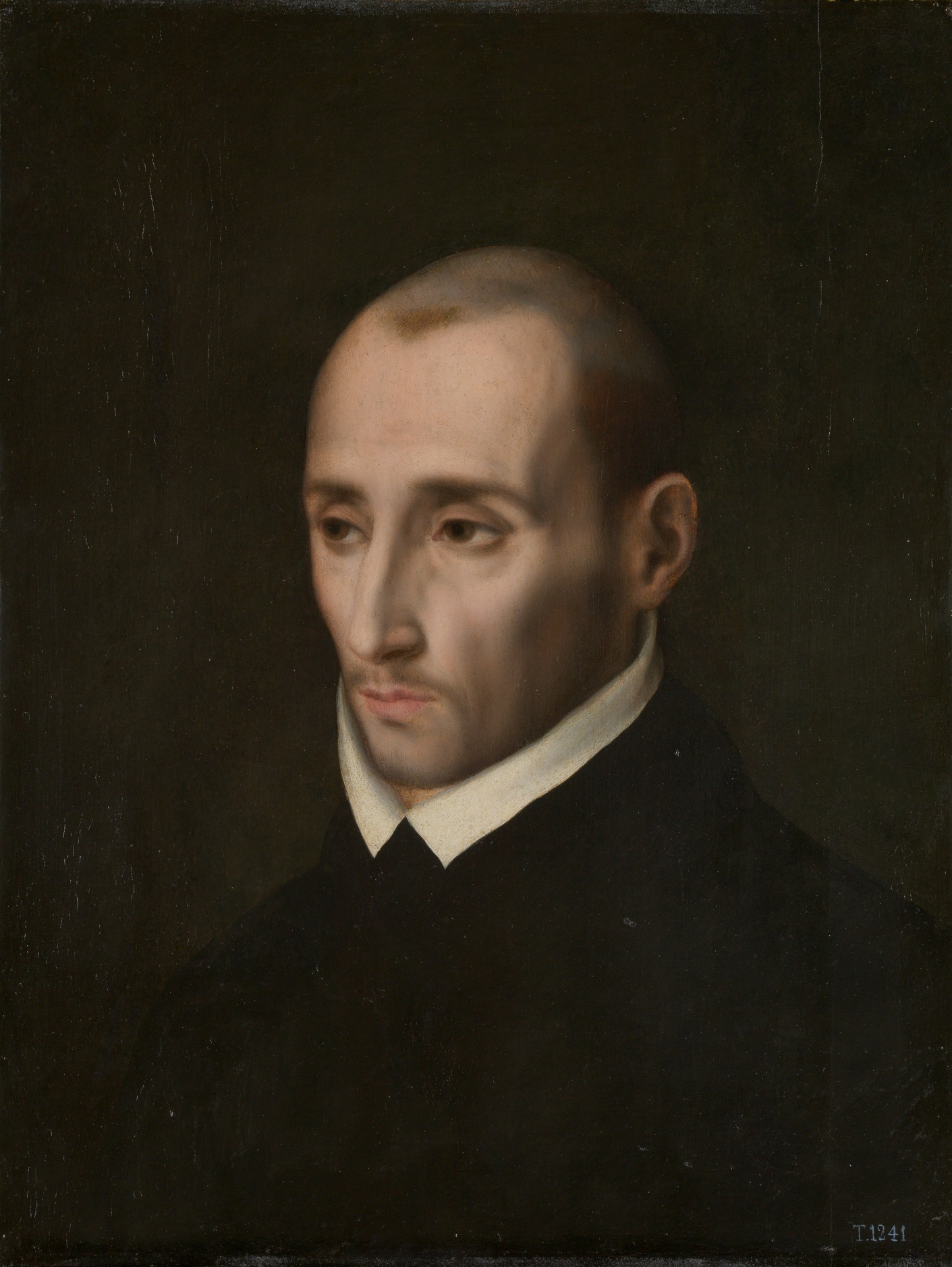
Juan de Ribera, arcivescovo di Valencia.

Uno dei chierici che più si batté a favore dell'espulsione fu il domenicano Jaime Bleda, autore della Defensio fidei in causa neophytorum… e della Corónica de los moros de España (Valencia, 1618) e che fu nominato dall'arcivescovo di Valencia Ribera parroco della località morisca di Corbera de Alcira. Comunque l'arcivescovo Ribera inviò due memoriali al re nei quali insisteva anche con l'espulsione. Nel primo, datato alla fine del 1601, affermava che se non si espellevano i Moriscos "vedrò nei miei giorni la perdita della Spagna". Nel secondo, del gennaio 1602, li qualificava come "eretici pertinaci e traditori della Corona Reale", ma in esso faceva una "tanto curiosa quanto assurda" distinzione tra i Moriscos della signoria (ossia appartenenti ai possedimenti dei singoli signori locali), che era il caso dell'immensa maggioranza dei Moriscos valenzani e aragonesi, e quelli della corona (ossia appartenenti al patrimonio del re), la maggioranza di quelli castigliani, che erano sciolti, per cui chiedeva solo l'espulsione di questi ultimi – conservando il re quelli che volesse per il servizio delle galere o per lavorare nelle miniere di Almadén, il che avrebbe potuto fare "senza scrupolo alcuno di coscienza" –, giacché i primi potevano essere infine convertiti grazie alla perseveranza dei loro signori. "L'incoerenza di questo atteggiamento salta alla vista e bisogna solo attribuirla alle pressioni che avrebbero esercitato le classi elevate valenzane sul Patriarca, e al suo stesso convincimento delle conseguenze rovinose che avrebbe avuto per quel regno una decisione al tempo stesso desiderata e temuta", affermano Domínguez Ortiz e Benard Vincent.
Uno dei membri del settore moderato della corte che appoggiava la politica di Filippo III, in concreto il confessore reale frate Jerónimo Xavierre, criticò nel gennaio 1607 la proposta di espulsione del patriarca Ribera e lo rese implicitamente responsabile del fallimento dell'evangelizzazione dei Moriscos valenzani:
Questa stessa posizione moderata fu reiterata da una giunta riunita nell'ottobre 1607 – uno dei cui membri affermò: "poiché si inviano religiosi in Cina, Giappone e altre parti solo per lo zelo di convertire anime, molta più ragione ci sarà che si inviino in Aragona e Valencia, dove i signori sono causa del fatto che i Moriscos siano tanto miseri per quanto li favoriscano e fingono e si approfittano di loro" – il che dimostra che in quel momento l'idea predominante nella corte di Madrid era quella di proseguire con l'"istruzione" dei Moriscos, ma solo alcuni mesi dopo, il 30 gennaio 1608, il Consiglio di Stato decise il contrario e propose la loro espulsione senza spiegare i motivi del suo cambiamento di atteggiamento. La chiave, secondo Domínguez Ortiz e Benard Vincent, fu nel cambiamento di opinione del favorito, il duca di Lerma, che trascinò gli altri membri del Consiglio e che si dovette al fatto che i signori dei Moriscos, come lo stesso duca, avrebbero ricevuto "i beni mobili e immobili degli stessi vassalli come ricompensa della perdita che avranno".
Henry Kamen condivide l'idea che il cambiamento di atteggiamento del duca di Lerma fu essenziale nella decisione dell'espulsione, sottolineando ugualmente che si verificò dopo aver presentato al Consiglio di Stato la proposta che i signori dei Moriscos, come lui, fossero compensati per le perdite che avrebbero subito con le proprietà dei Moriscos espulsi. Ma aggiunge un altro come motivo: "la preoccupazione per la sicurezza". "Sembrava che la popolazione morisca stesse crescendo in una maniera incontrollabile: tra Alicante e Valencia, da un lato, e Saragozza, dall'altro, una vasta massa di 200.000 anime morische sembravano minacciare la Spagna cristiana".
Poté influire anche la conoscenza che si ebbe dei rapporti che mantenevano i Moriscos valenzani con rappresentanti del re di Francia Enrico IV per portare a termine una sollevazione generale grazie alle armi che avrebbero sbarcato navi francesi nel Grao di Valencia o nel porto di Dénia. Ma questi plani, secondo Domínguez Ortiz e Bernard Vincent, erano troppo fantastici perché il re di Francia li prendesse sul serio, per cui può dubitarsi che la conoscenza fosse decisiva al momento di decretare l'espulsione. Cosicché, secondo questi storici, "il perché del cambiamento di atteggiamento del duca di Lerma resta senza spiegazione; forse quando espose la formula magica della confisca dei beni penso che potesse far piacere alla regina [ferma sostenitrice dell'espulsione], con la quale era in relazioni difficili, con una misura che non gli costava niente e avrebbe potuto perfino essergli proficua. Conoscendo il personaggio diventa difficile credere che prendesse una decisione importante senza che ci fosse denaro di mezzo. I motivi ultimi e reconditi sono di quelli che non lasciano traccia nella documentazione. In ogni caso si trattò di una decisione personale non richiesta da nessuna fatalità storica".

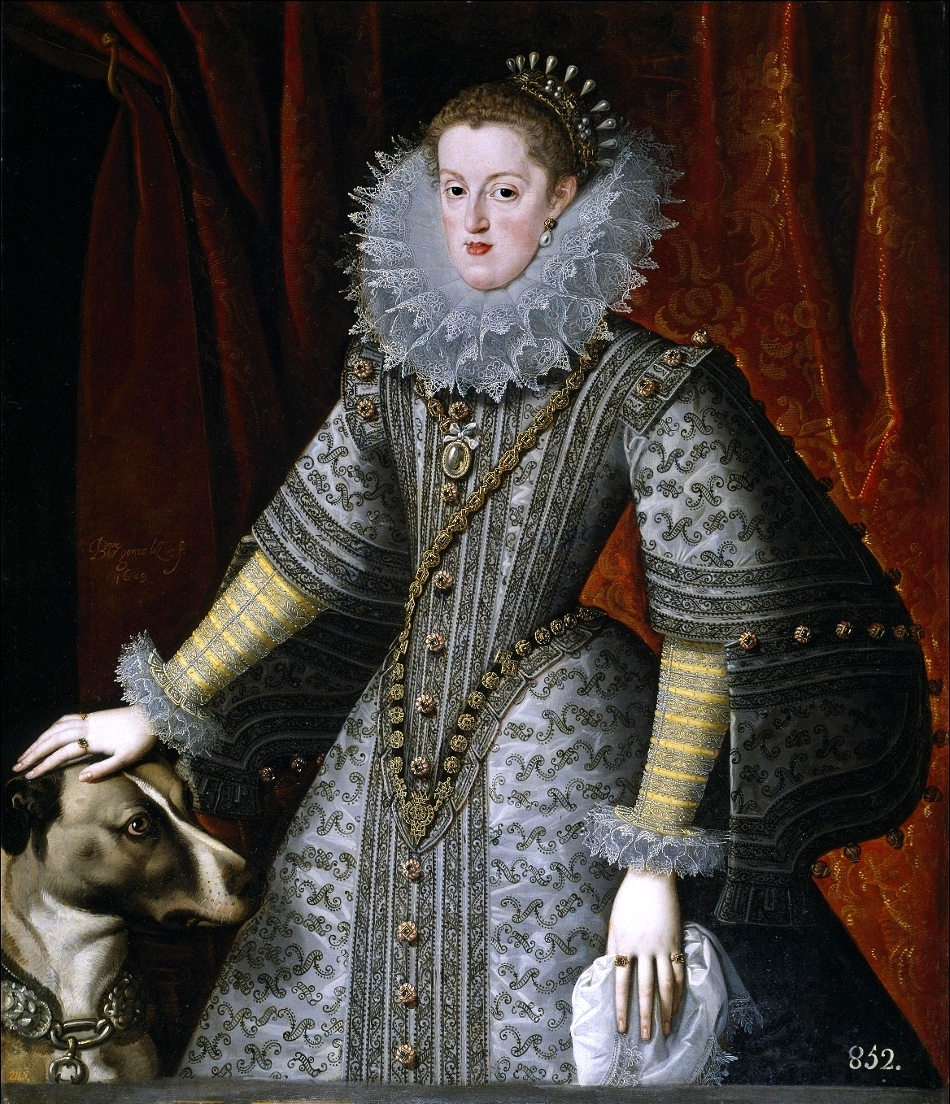
Ritratto della regina Margherita d'Austria (1609)

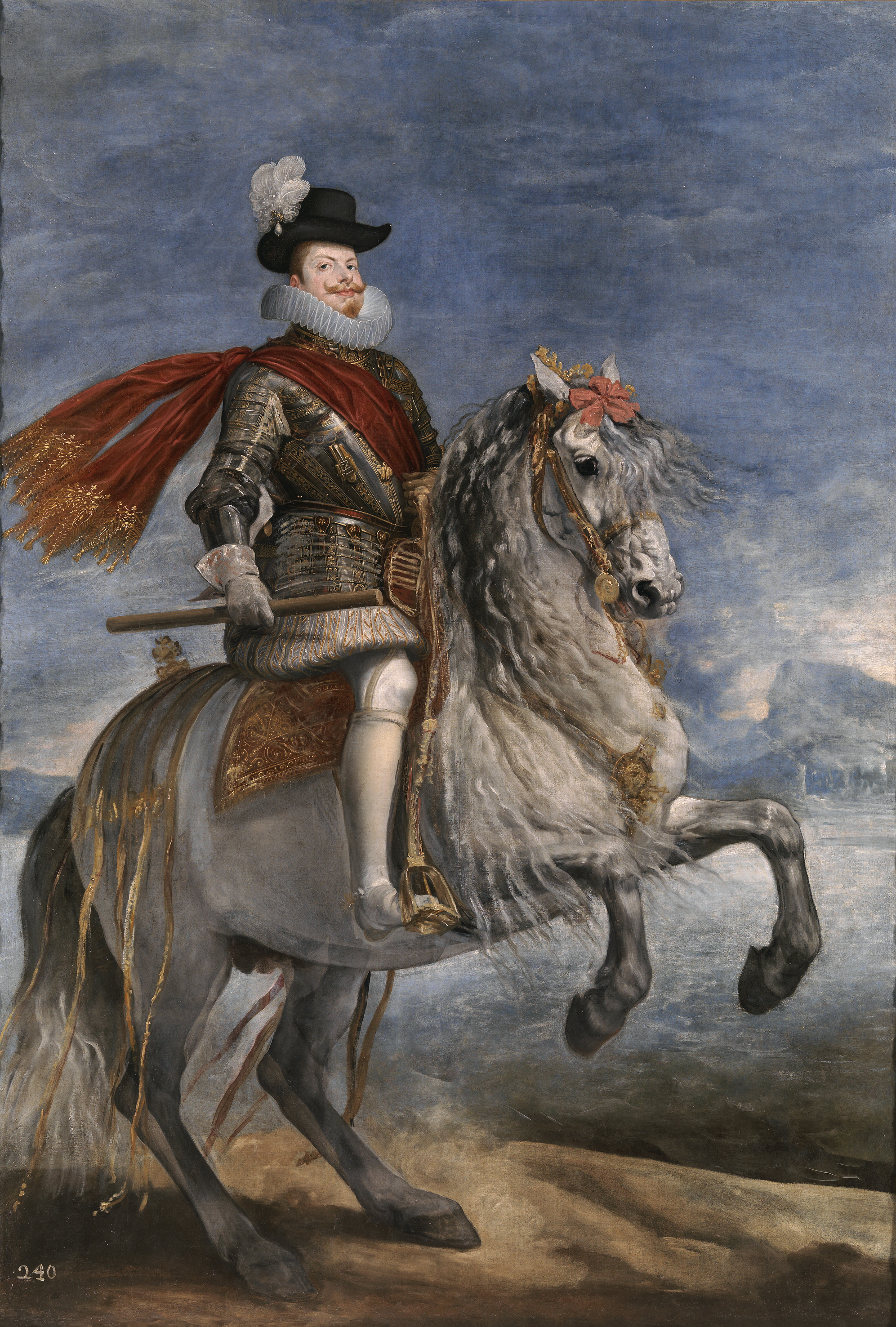
Ritratto di Filippo III di Spagna di Velázquez.

Secondo Domínguez Ortiz e Benard Vincent, nella decisione di Filippo III non influì solo il parere del suo favorito il duca di Lerma e del Consiglio di Stato, bensì anche quello della regina Margherita d'Austria della quale nelle sue onoranze funebri il priore del convento di San Agustín di Granada disse che professava un "odio santo" per i Moriscos e che "l'esecuzione della maggiore impresa che ha visto la Spagna, dove l'interesse che rendevano questi maledetti ai potentati, di cui erano vassalli, contrastava con la loro partenza ed espulsione, e che non prevalesse la maggior parte lo dobbiamo alla nostra serenissima Regina".
L'espulsione tardò a mettersi in pratica più di un anno perché una decisione così grave doveva essere giustificata. Poiché si sarebbe applicata in primo luogo ai Moriscos del Regno di Valencia si riunì il 22 novembre 1608 una giunta nella capitale del regno presieduta dal viceré e alla quale assistettero l'arcivescovo di Valencia e i vescovi di Orihuela, Segorbe e Tortosa. Le deliberazioni si prolungarono fino al marzo 1609 e durante le stesse si chiese l'opinione di vari teologi. Ma la Giunta concordò, contro il parere del favorito e dell'arcivescovo di Valencia, che si continuasse con la campagna di evangelizzazione e non appoggiò l'espulsione. Tuttavia, il re decise di proseguire con i preparativi dell'espulsione per evitare che continuassero con "i loro tradimenti".
La ferma decisione della Corona di farla finita con la minoranza morisca è dimostrata dal fatto che i decreti di espulsione dei diversi regni inclusero i moriscos che erano prigionieri dell'Inquisizione che furono liberati e imbarcati. Così lo raccontò un morisco rifugiato a Túnez:

## Sviluppo dell'espulsione

### Regno di Valencia

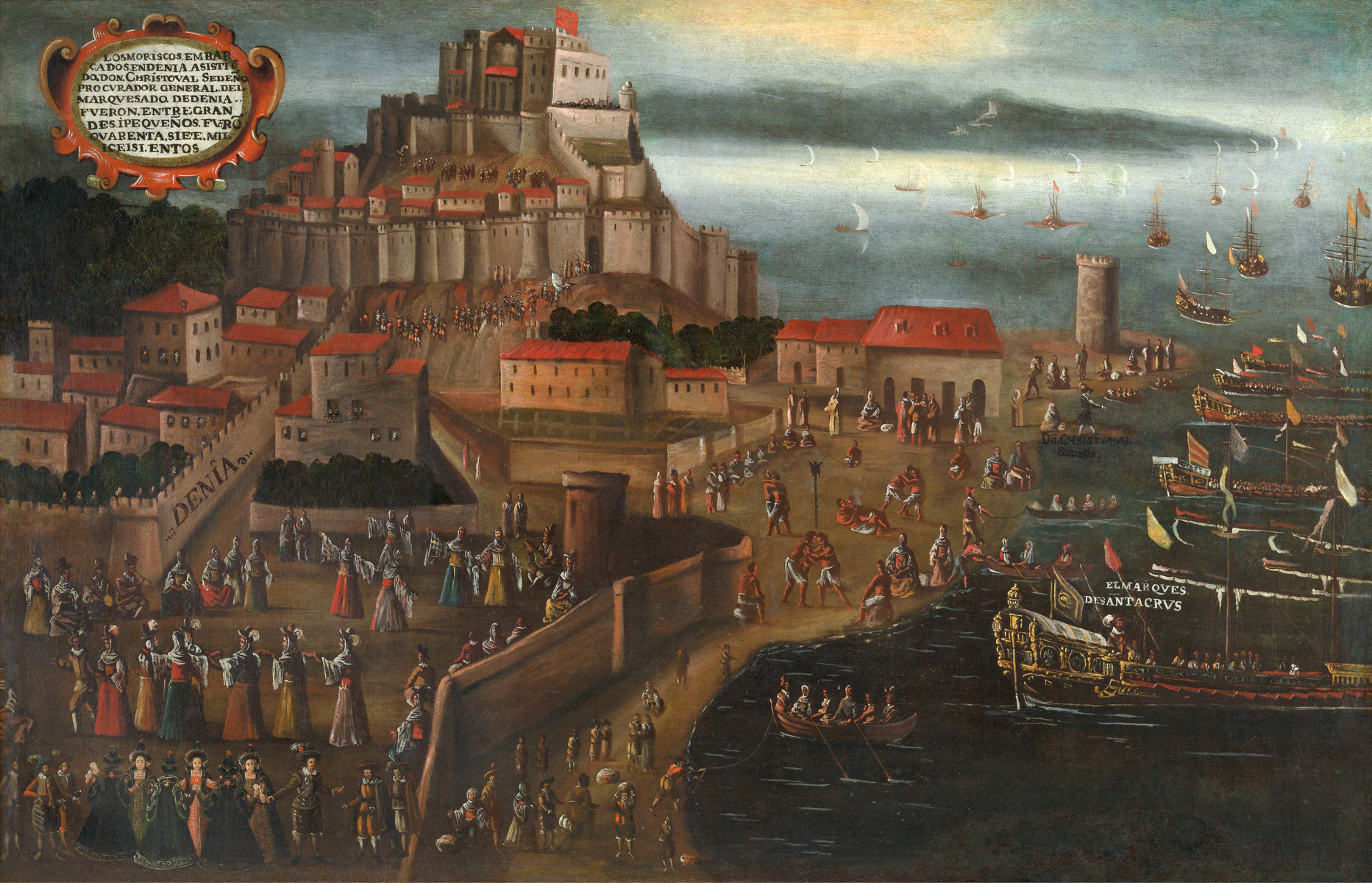
Espulsione dei Moriscos nel porto di Dénia.

Il 4 aprile 1609 il Consiglio di Stato prese la decisione di espellere i Moriscos del Regno di Valencia, ma l'accordo non fu reso pubblico immediatamente per mantenere il segreto sui preparativi. Si ordinò di concentrare le cinquanta galee dell'Italia a Maiorca con circa quattromila soldati a bordo e si mobilitò la cavalleria di Castiglia perché vigilasse la frontiera con il regno. Al tempo stesso, si affidò ai galeoni della flotta dell'Oceano la vigilanza delle coste dell'Africa. Questo spiegamento però non passò inosservato e allertò i signori dei Moriscos valenzani che, immediatamente, si riunirono con il viceré, che disse loro che non poteva fare nulla. Allora decisero che due membri del braccio militare delle Corti valenzane andassero a Madrid per chiamare la revoca dell'ordine dell'espulsione. Lì esposero la rovina che li minacciava e dissero che se si manteneva l'ordine «Sua Maestà segnalasse loro un altro [regno] que potessero conquistare per vivere conformemente alla loro condizione con una proprietà, o morire combattendo, che era assai più onorevole che non per mano della povertà». Tuttavia, quando conobbero le clausole del decreto che stava per essere pubblicato abbandonarono i Moriscos alla loro sorte, collocandosi «al lato del Potere Reale» e diventando «i loro ausiliari più efficaci», secondo un cronista dell'epoca. La ragione di questo cambiamento di opinione, stando a quanto rifletté lo stesso autore, fu che nel decreto si stabiliva «che i beni mobili che i Moriscos non potessero portare con loro, e tutti i beni immobili, si sarebbero usati a loro beneficio come indennizzo».
Il decreto di espulsione, reso pubblico dal viceré di Valencia, Luis Carrillo de Toledo, il 22 settembre 1609, concedeva un termine di tre giorni perché tutti i Moriscos si dirigessero ai luoghi che fossero ordinati loro portando con loro quello che potessero dei loro beni, e minacciava con la pena di morte quelli che nascondessero o distruggessero il resto «per quanto S.M. abbia ritenuto bene di fare grazia di queste proprietà, beni immobili e mobili che non possano portare con sé, ai signori di cui furono vassalli». Restavano escluse dall'espulsione sei famiglie ogni cento, che sarebbero state designate dai signori tra quelle che dessero più mostra di essere cristiane, e la cui missione sarebbe stata «conservare le case, le tenute di canna da zucchero, i raccolti di riso e i terreni irrigui, e dare notizia ai nuovi colonizzatori che venissero», anche se questa eccezione fu infine revocata e tra gli stessi Moriscos trovò scarsa accoglienza. Allo stesso modo, si permetteva di restare alle morische sposate con vecchi cristiani e che avessero figli minori di sei anni, «ma se il padre fosse morisco e lei vecchia cristiana, lui sarà espulso, e i figli minori di sei anni resteranno con le madri». Si stabiliva anche che «perché capiscano i Moriscos che l'intenzione di S.M. è solo di cacciarli dai suoi regni, e che non si fa loro vessazione durante il viaggio, e che li si mette a terra nella costa barbaresca [...] che dieci dei detti Moriscos che si imbarcheranno nel primo viaggio tornino per dare notizia di ciò agli altri».
Vi furono signori che si comportarono degnamente e arrivarono perfino ad accompagnare i loro vasalli moriscos alle navi, ma altri, come il conte di Cocentaina, si approfittarono della situazione e li derubarono di tutti i loro beni, perfino quelli di uso personale, indumenti, gioielli e vestiti. Alle estorsioni di alcuni signori si sommarono gli assalti di bande di cristiani vecchi che li insultarono, li derubarono e in alcuni casi li assassinarono durante il loro viaggio ai porti d'imbarco. Non vi fu nessuna reazione di pietà verso i Moriscos come quelle che si produssero nella Corona di Castiglia. Così lo raccolse il poeta Gaspar Aguilar, anche se esagera quando menziona le «ricchezze e i tesori», giacché la maggioranza si videro obbligati a svendere i beni che possedevano e non si permise loro di alienare il loro bestiame, il loro grano né il loro olio, che rimase a beneficio dei signori:

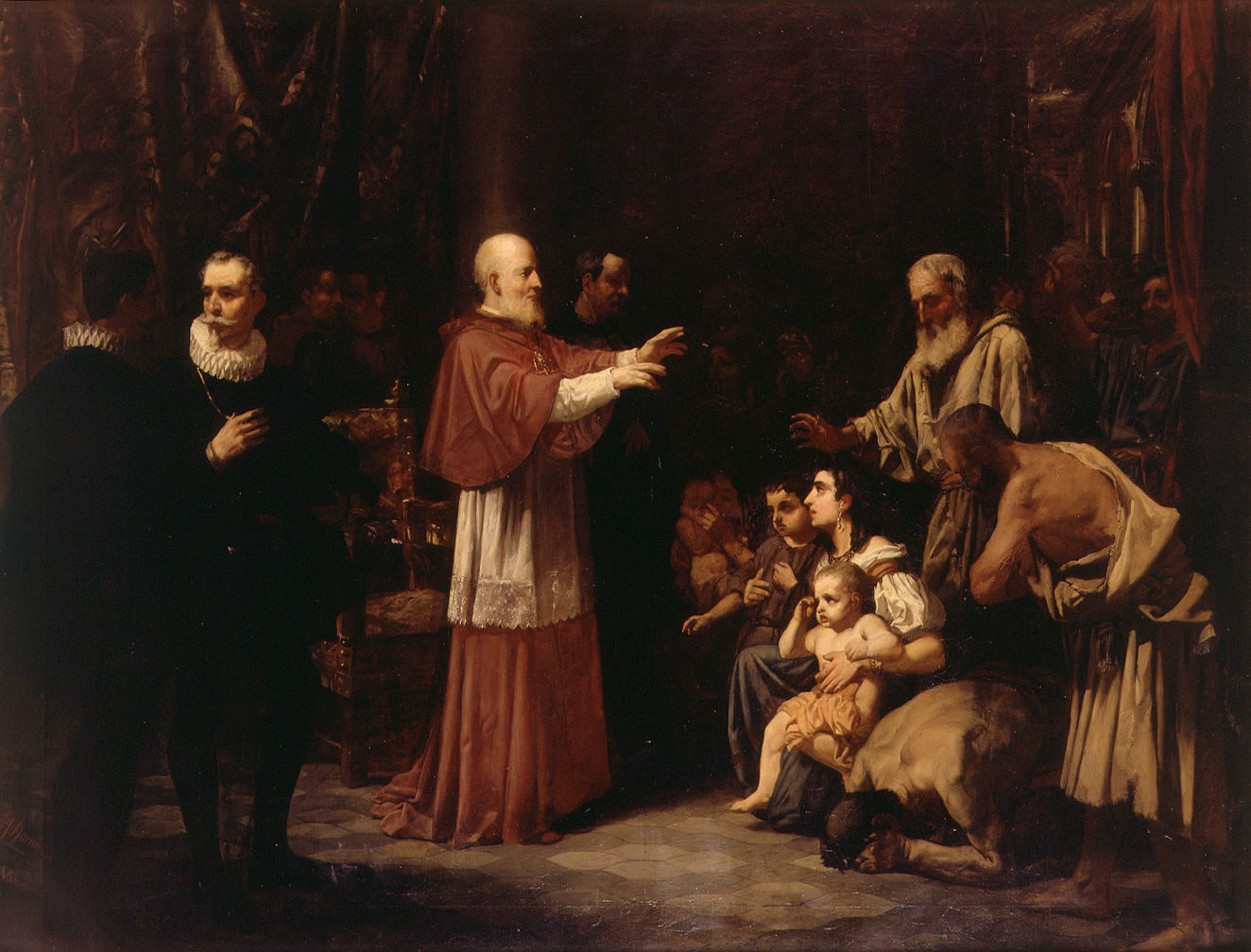
Quadro del XIX secolo di Francisco Domingo Marqués che falsifica la realtà dell'espulsione dei Moriscos per elogiare la figura di Juan de Ribera, il cui ruolo nella stessa fu ben diverso, giacché «pose tutto il suo impegno affinché non rimanesse il più piccolo seme dell'odiata setta [di Maometto]».

Tra l'ottobre 1609 e gennaio 1610 i Moriscos furono imbarcati nelle galee reali e in navi particolari che dovettero pagare i membri più ricchi della loro comunità. Dal porto di Alicante partirono 30.000; da quello da Denia, quasi 50.000; dal Grao di Valencia, circa 18.000; da quello di Vinaroz, più di 15.000; e da quello di Moncofa, circa 6.000. In totale furono espulsi quasi 120 000 Moriscos, ma questa cifra è inferiore alla realtà perché non tiene conto che vi furono imbarchi posteriori al gennaio 1610 e che alcuni seguirono la via terrestre per la Francia.
I taglieggiamenti che subirono, uniti alle notizie che arrivavano dal nord della Barberia che lì non stavano venendo ben accolti, provocò la ribellione di circa ventimila Moriscos di La Marina che si concentrarono nelle montagne prossime a Callosa de Ensarriá, venendo duramente repressi da un tercio sbarcato a Dénia, dalle milizie locali e da volontari attratti dal bottino. Così il cronista Gaspar Escolano descrisse quei fatti:

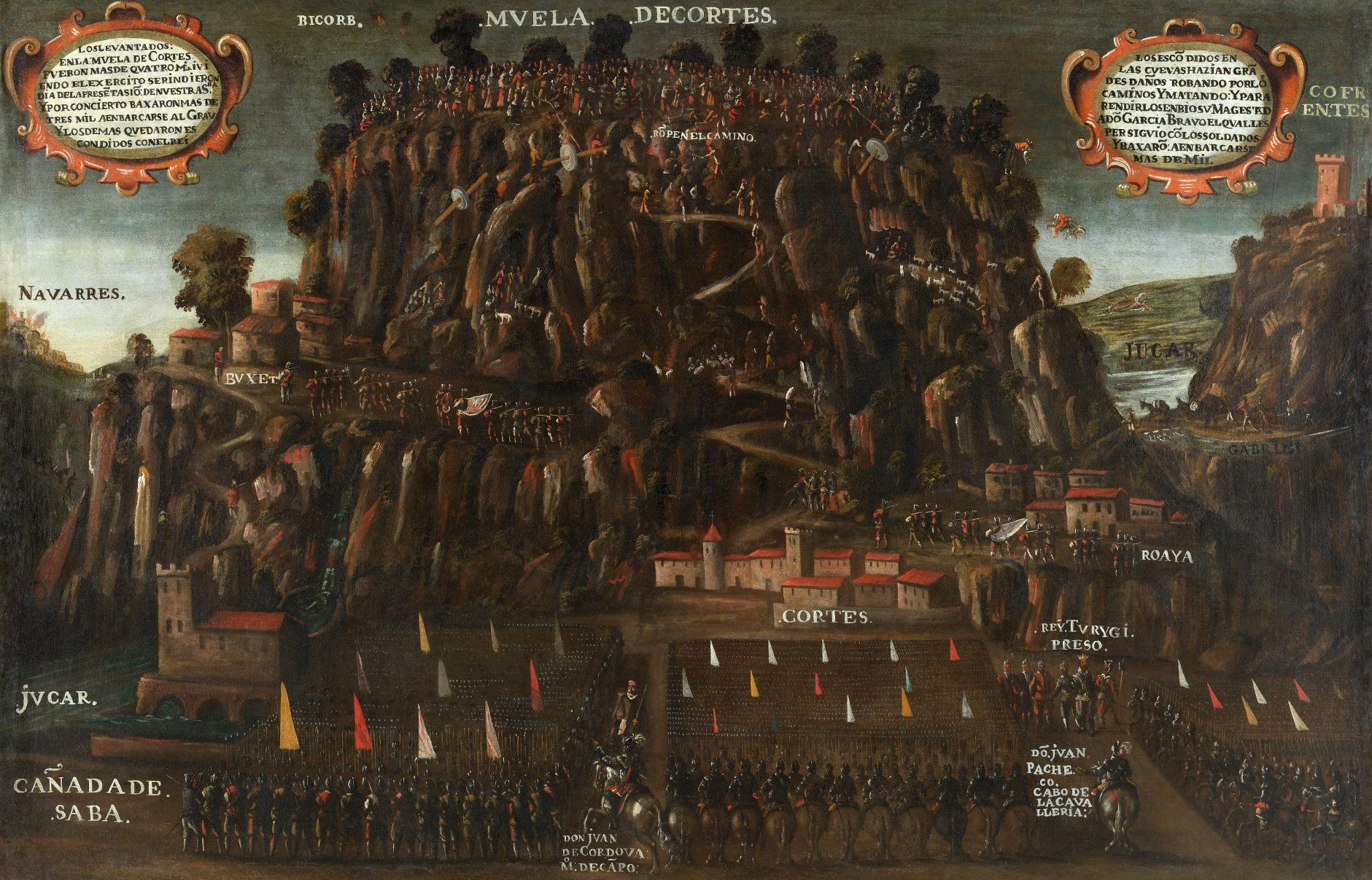
Quadro di Jerónimo Rodríguez de Espinosa (XVII secolo) sulla sollevazione morisca della Muela de Cortes.

Anche varie migliaia di Moriscos della zona montagnosa dell'interno di Valencia, vicino alla frontiera con la Castiglia, si ribellarono e si asserragliarono nella Muela de Cortes dove scelsero come capo a un ricco morisco di Catadau. Ma furono facilmente sconfitti dai tercios che erano arrivati dall'Italia per assicurare l'operazione, anche se già stavano venendo decimati dalla fame e dalla sete. Non si sa quanti Moriscos morirono, e si sa solo che i tremila sopravvissuti furono imbarcati. Il loro capo fu giustiziato a Valencia. Morì affermando che era cristiano.
Per farla finita con i Moriscos ribelli fuggiti il viceré pubblicò un bando in cui offriva "a qualsivoglia persona che si gettasse all'inseguimento dei detti mori sessanta libbre per ognuno che presentasse vivo e trenta per ogni testa che consegnasse di quelli che uccidesse. E se per caso le persone che li conducessero vivi preferissero essere loro schiavi, dobbiamo senz'altro darglieli come tali, e concedere loro la facoltà che in quanto schiavi possano poi marchiarli a fuoco".

### Corona di Castiglia (eccetto il Regno di Murcia)
L'ordine di espulsione dei Moriscos di Andalusia fu reso pubblico il 10 gennaio 1610 e in esso apparivano due differenze rispetto al decreto di espulsione dei Moriscos del Regno di Valencia. La prima era che i Moriscos potevano vendere tutti i loro beni mobili — i loro beni immobili passavano al Patrimonio Reale (la Real Hacienda) — anche se non potevano prendere il loro valore in oro, gioielli o lettere di cambio, bensì in "merci non proibite" che avrebbero pagato i loro corrispondenti diritti di dogana, il che era presentato come una prova della benevolenza del re, giacché, secondo il bando, "potessi giustamente comandare di confiscare e assegnare al mio patrimonio tutti i beni mobili e immobili dei detti Moriscos come beni proditori di criminie di lesa Maestà Divina e Humana". La seconda differenza è che si obbligava ai padri ad abbandonare i bambini minori di sette anni, a meno che fossero in terra di cristiani, il che fece sì che molti facessero un lungo giro per la Francia o per l'Italia prima di arrivare nel nord dell'Africa. Tuttavia, molti bambini dovettero essere abbandonati dai padri che non poterono pagarsi un viaggio così lungo.

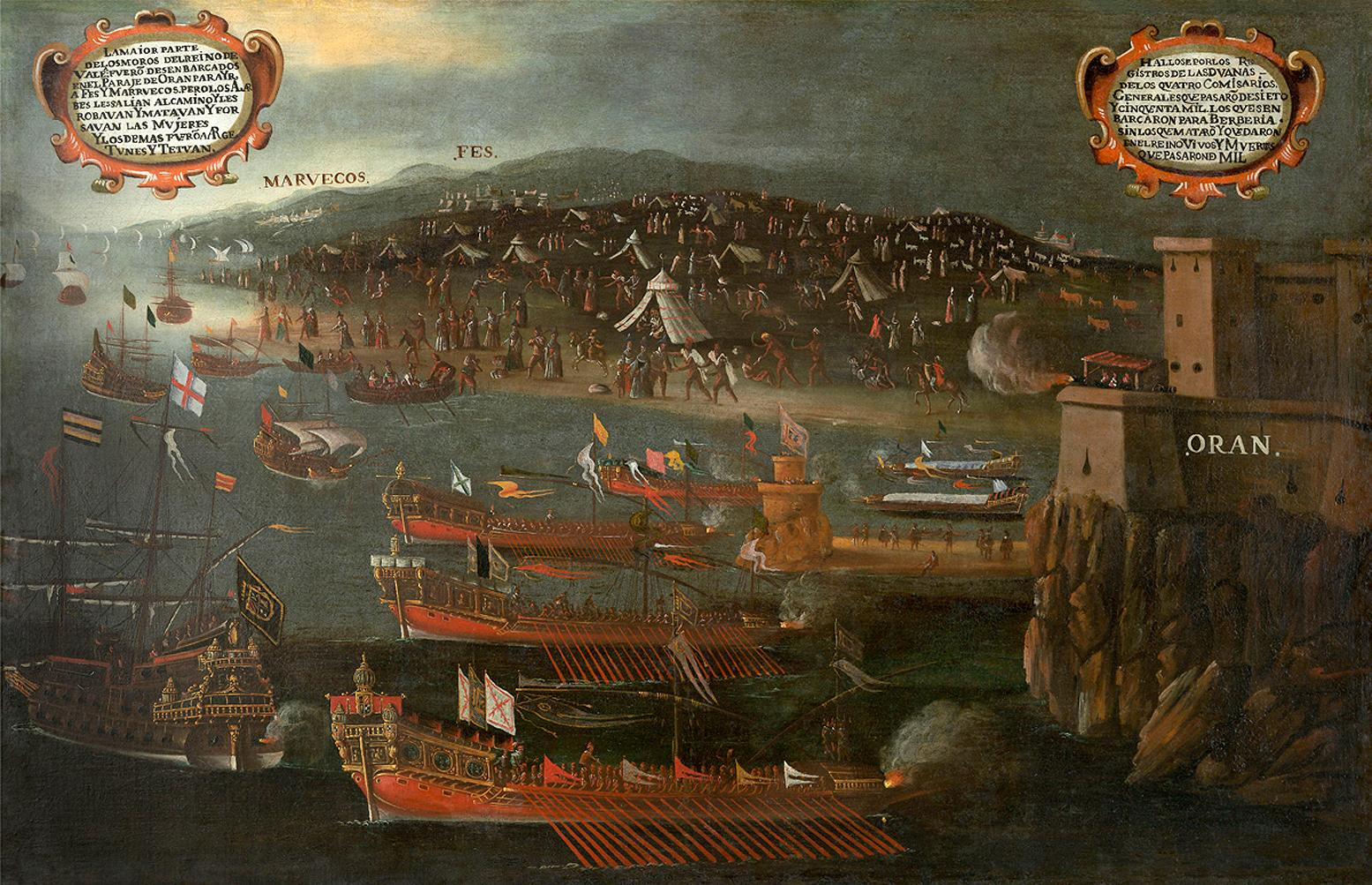
Sbarco dei Moriscos nel porto di Orano (1613, Vicente Mestre), Fondazione Bancaja de Valencia.

Dal Regno di Granada furono espulsi circa duemila Moriscos, i pochi che rimasero dopo la deportazione che seguì la fallita rivolta di Las Alpujarras, anche se alcuni riuscirono a rimanere "già prendendo in considerazione eccezioni legali [come i seises conoscitori del Patrimonio Reale], e confusi e mescolati con la popolazione cristiana vecchia, e con la complicità di questa, che non sentiva verso di loro l'odio che si manifestò in altre regioni". Nel Regno di Jaén i Moriscos erano più numerosi come conseguenza del fatto che lì erano stati deportati varie migliaia di Moriscos granadini dopo la rivolta di Las Alpujarras. Lo stesso succedeva nel Regno di Cordova e nel Regno di Siviglia. Fra i tre totalizzarono circa 30.000 Moriscos che furono imbarcati in maggioranza nei porti di Malaga e Siviglia, dovendo saldare le spese del viaggio ai padroni delle barche — che fecero un buon affare giacché addebitarono loro il doppio del solito —, "perché la Corona, che avrebbe beneficiato del prodotto delle loro fattorie, non fece neanche il gesto di pagare il costo dell'operazione". Un cronista raccontò più tardi:
L'ordine di espulsione dei Moriscos dell'Estremadura e delle due Castiglie, che erano circa 45.000 — in maggioranza granadini deportati nel 1571 —, fu reso pubblico il 10 luglio 1610, ma già dalla fine del 1609 era cominciata un'emigrazione spontanea che fu incoraggiata a partire dal governo mediante un rescritto nel quale si diceva che posto che "coloro di detta nazione che abitano nei regni di Castiglia Vecchia, Nuova, Estremadura e La Mancia si sono inquietati e hanno dato occasione di pensare che abbiano voglia di andarsene a vivere fuori da questi regni, poiché hanno cominciato a disporre delle loro proprietà, vendendole per molto meno di quanto valgono, e non essendo mia intenzione che nessuno di loro viva in essi contro la sua volontà", di dava loro licenza perché in un termine di trenta giorni vendessero i loro beni mobili e prendessero il ricavato in "merci" o in denaro, anche se in quest'ultimo caso il Patrimonio Reale si sarebbe preso la metà. Inoltre si segnalava loro, senza nominarlo, di dirigersi verso il Regno di Francia, passando per Burgos, dove avrebbero pagato un diritto di uscita, e attraversando la frontiera per Irun. Quelli che uscirono avvalendosi di questo rescritto lo fecero a condizioni molto migliori di quelli che furono espulsi dopo la pubblicazione dell'ordine del 10 luglio 1610, che in maggioranza furono imbarcati a Cartagena alla volta di Algeri.
L'espulsione dei Moriscos dalla Corona di Castiglia fu un compito più arduo, posto che erano molto più dispersi dopo essere stati ripartiti nel 1571 tra i diversi regni della Corona dopo la rivolta di Las Alpujarras. Così, in Castiglia l'espulsione durò tre anni (dal 1611 al 1614) e alcuni riuscirono perfino a eludere l'espulsione e rimasero in Spagna.

### Regno d'Aragona
Nel Regno d'Aragona i Moriscos, circa 70.000, rappresentavano un sesto della popolazione totale e in molte zone, specialmente nelle fertili pianure irrigue dell'Ebro e dei suoi affluenti, dove erano vassalli della signoria, erano la maggioranza. Mantenevano cattive relazioni con la popolazione cristiana vecchia, anche se erano più assimilati di quelli del Regno di Valencia giacché non parlavano arabo e pare che tra di loro vi fossero più cristiani sinceri. Quando seppero dell'espulsione dei Moriscos di Valencia e di Castiglia cominciarono gli incidenti, l'abbandono dei loro lavori agricoli e alcuni svendettero i loro beni ed emigrarono nel Regno di Francia.

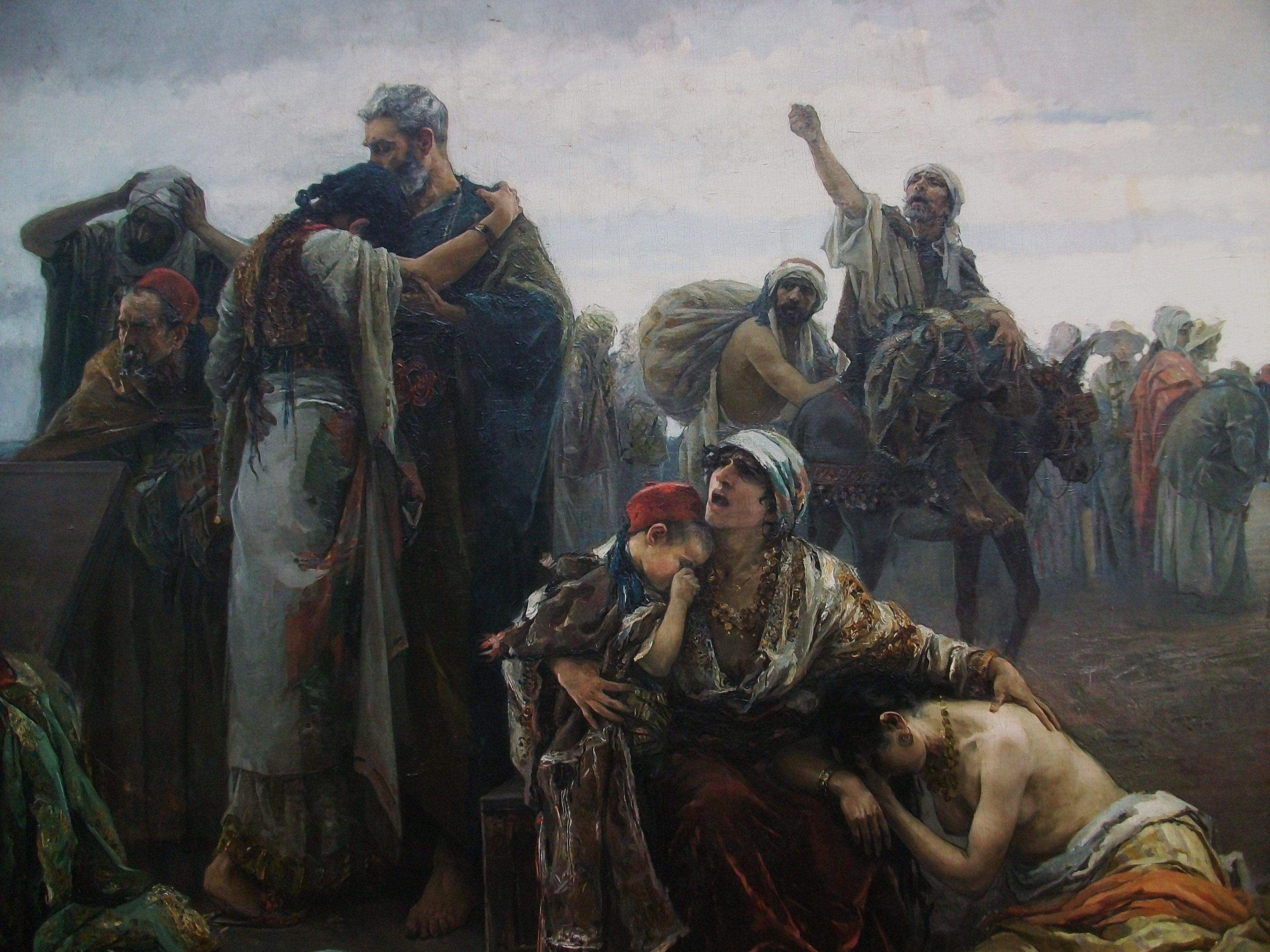
L'espulsione dei Moriscos (1894), di Gabriel Puig Roda.

Il 18 aprile 1610 il re Filippo III firmò l'ordine di espulsione, anche se questo non fu reso pubblico fino all 29 maggio, per realizzare in segreto i preparativi dell'estate stessa. Le condizioni dell'espulsione erano le stesse di quelle del decreto del Regno di Valencia dell'anno anteriore. Secondo i registri ufficiali 22.532 uscirono dal regno attraverso i passi frontalieri pirenaici e il resto, 38.286, si imbarcarono a Los Alfaques. Pedro Aznar Cardona in Expulsión justificada de los moriscos españoles y suma de las excelencias christianas de nuestro Rey D. Felipe Tercero deste nombre ("Espulsione giustificata dei moriscos spagnoli e somma delle eccellenze cristiane del nostro Re D. Filippo Terzo di questo nome") (Huesca, 1612) raccontò così l'uscita dei Moriscos aragonesi:

### Principato di Catalogna
L'ordine di espulsione dei Moriscos fu firmato contemporaneamente a quello del regno di Aragona, il 18 aprile 1610, ma la sua ripercussione fu minima perché la popolazione morisca del Principato di Catalogna non arrivava alle cinque o seimila persone, e molte di loro poterono rimanere grazie ai certificati di buona condotta che rilasciò loro Pedro Manrique de Lara, vescovo di Tortosa. Quelli del resto della Catalogna, specialmente quelli stabiliti nel corso inferiore del fiume Segre furono espulsi. La decisione del re fu applaudita dai consellers della città di Barcellona che gli inviarono una lettera di felicitazioni "per la santa risoluzione che aveva preso".

### Regno di Murcia
L'ordine di espulsione fu reso pubblico l'8 ottobre 1610 e, in principio, si riferiva solo ai Moriscos granadini che erano stati deportati lì dopo la rivolta di Las Alpujarras (1568-1571). Gli altri, conosciuti come quelli della valle de Ricote perché abitavano quella parte della pianura fertile del fiume Segura, encomienda dell'Ordine di Santiago, rimasero esclusi date le buone relazioni di cui si disponeva sulla loro sincera conversione al cristianesimo. Ma giusto un anno dopo, l'8 ottobre 1611, Filippo III decretò la loro espulsione e quella degli altri Moriscos antichi del Regno di Murcia, il che sollevò numerose proteste perché erano considerati autentici cristiani. I Moriscos della valle de Ricote, mostrarono il rifiuto di quest'ordine realizzando processioni, penitenze, orazioni pubbliche e altre manifestazioni di pietà cristiana. L'ordine fu rinviato, ma due anni dopo, nell'ottobre 1613, si procedette all'espulsione dei 2 500 Moriscos di Ricote insieme al resto dei Moriscos antichi, che fecero in totale circa sei o settemila. Furono imbarcati a Cartagena per l'Italia e la Francia. Quelli che fecero scalo alle Baleari chiesero che li lasciassero restare, ma il viceré ricevette istruzioni severe dalla corte di Madrid perché non lo permettesse. Alcune morische per evitare l'espulsione si sposarono con cristiani vecchi.

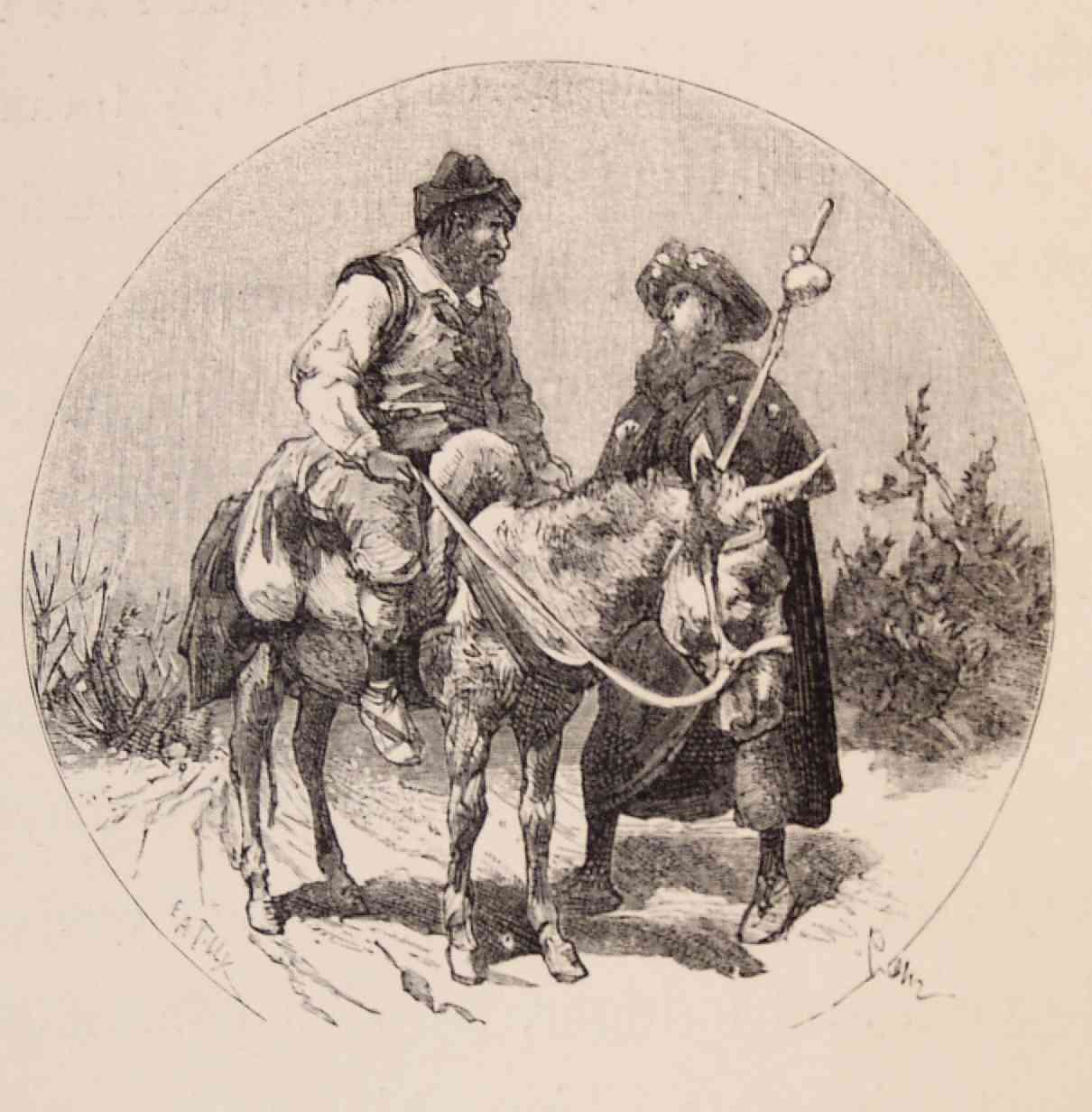
Illustrazione del Quijote che mostra l'incontro di Sancho Panza con il morisco Ricote

Come hanno segnalato Domínguez Ortiz e Bernad Vincent, «tale rigore dovette suscitare già allora riprovazione da parte di molte persone che si sarebbero domandate come potessero significare un pericolo per lo Stato quei miseri resti della minoranza morisca, e con che fondamenti teologici si potessero espellere vassalli battezzati che volevano vivere come cristiani. [...] Che Cervantes desse il nome di Ricote al protagonista di un celebre episodio del Quijote non può essere una casualità; riflette l'effetto che produsse la fase finale di un fatto che appassionò l'opinione.» Secondo Márquez Villanueva, «il toponimo Ricote rimase da allora rivestito di un'aura di fatalità e di punto finale [...] Cervantes volle che il suo nobile personaggio fosse un ricordo vivo dell'ultimo e tristissimo capitolo di quella espulsione che vedeva esaltare intorno a lui come una gloriosa impresa».

## Conseguenze
Grazie allo studio dei registri ufficiali che realizzò lo storico francese Henri Lapeyre, conosciamo con un grado sufficiente di precisione il numero di Moriscos che furono espulsi (Géographie de l'Espagne morisque, Parigi, 1959).
| Valencia                 | 117.464 |
| Aragona                  | 60.818  |
| Catalogna                | 3.716   |
| Castiglia ed Estremadura | 44.625  |
| Murcia                   | 13.552  |
| Andalusia occidentale    | 29.939  |
| Granada                  | 2.026   |
| TOTALE                   | 270.140 |

Tuttavia, lo stesso Lapeyre riconosce che queste cifre siano incomplete per quanto riguarda Murcia e Andalusia, per cui altri storici, come Antonio Domínguez Ortiz, aumentano la cifra fino a 300.000 persone. Anche Henry Kamen riporta la cifra di 300.000 espulsi su una popolazione stimata in 320.000.
Il Consiglio di Castiglia valutò l'espulsione nel 1619 e concluse che non avesse avuto effetti economici per il paese. Questo è certo per il Regno di Castiglia, giacché gli studiosi del fenomeno non hanno rilevato conseguenze economiche nei settori in cui la popolazione morisca era meno importante. Di fatto, il crollo demografico non poteva paragonarsi neanche lontanamente al mezzo milione di vittime della grande peste del 1598-1602, cinque volte più del numero dei Moriscos espulsi dal suddetto regno. Tuttavia, nel Regno di Valencia comportò un abbandono dei campi e un vuoto in certi settori, non potendo la popolazione cristiana occupare il grande spazio lasciato dalla numerosa popolazione morisca. In effetti, si stima che al momento dell'espulsione un 33% degli abitanti del Regno di Valencia fossero moriscos, e alcune comarche del nord di Alicante persero praticamente tutta la loro popolazione, tanto che in questa come in altre zone fu necessario ricorrere con incentivi al ripopolamento da altre parti della Spagna.
L'espulsione di un 4% della popolazione può sembrare di poca importanza, ma si deve considerare che la popolazione morisca fosse una parte importante della massa lavoratrice, poiché non si divideva su nobili, gentiluomini, soldati, ecc. Pertanto l'espulsione comportò una diminuzione nella riscossione delle imposte, e per le zone più colpite (Valencia e Aragona) ebbe degli effetti di spopolamento che durarono decenni e causarono un vuoto importante nell'artigianato, nella produzione di stoffe, nel commercio e nel lavoro dei campi. Molti contadini cristiani, inoltre, vedevano come le terre lasciate dalla popolazione morisca passassero in mano alla nobiltà.
Inoltre l'espulsione rese più insicure le comunicazioni per terra e per mare: trasformò alcuni contadini moriscos in briganti (bandoleros) ribelli rifugiati nelle montagne (i cosiddetti monfíes), quando non in alleati e spie della pirateria barbaresca, che già nel XVI secolo avevano capeggiato Barbarossa e Dragut. I corsari barbareschi accolsero gli emigrati delle guerre morische tra i loro uomini e li usarono per infiltrarsi nelle coste mediterranee spagnole e saccheggiarle regolarmente (anche quelle europee: dalla capitale dell'Islanda si portarono via 400 Islandesi, compresi donne e bambini, che vendettero come schiavi). Questa abitudine perdurò per quasi un secolo dopo l'espulsione, cosicché il timore della "calata del Turco" arrivò a essere un argomento di conversazione nel Siglo de Oro. Altea, Villajoyosa e Calpe furono particolarmente colpite. I tremila Moriscos di Hornachuelos, in Estremadura, furono interamente espulsi e fondarono a Salé, vicino a Rabat, la Repubblica del Bou Regreg. Tra i pirati moriscos spagnoli che saccheggiarono la costa spagnola in cerca di ricchezze e schiavi possono menzionarsi, ad esempio, Alonso de Aguilar, il "Joraique", il granadino Mami Arráez o Manuel de Guadiana.

## Cronologia
- 711. Inizio della conquista musulmana della penisola iberica da parte del Califfato omayyade.
- 1492. Resa del Sultanato di Granada, che pose fine alla Reconquista, nella cui capitolazione si rispettava la religione islamica dei suoi abitanti.
- 1499. Primi tentativi di conversione forzosa dei granadini da parte del cardinal Cisneros.
- 1501-02. Prammatica di conversione forzosa del cardinal Cisneros che dava da scegliere ai musulmani adulti del Regno di Castiglia e León tra l'esilio e la conversione: i Mudéjares del Medioevo passarono ad essere così puramente e chiaramente moriscos.
- 1516. Si forzano ad abbandonare il loro abbigliamento e le loro abitudini, anche se la misura resta in sospeso per dieci anni.
- 1525-26. Conversione per editto dei moriscos di Aragona e Valencia.
- 1526. Rivolta di Espadán, nella sierra omonima vicino a Segorbe, nel sud della attuale provincia di Castellón.
- 1562. Una giunta composta di ecclesiastici, giuristi e membri del Sant'Uffizio proibisce ai granadini l'uso della lingua araba.
- 1569-70. Rivolta di Las Alpujarras e guerre di Granada. I moriscos alpucaregni son riassestati e dispersi per le terre della Vecchia Castiglia.
- 1571, 7 ottobre. Battaglia di Lepanto vinta dalla Santa Lega (1571), guidata dalla Spagna contro l'Impero ottomano.
- 1588-1595. Appaiono a Granada i falsi Libri plumbei del Sacromonte e i manoscritti della Torre Turpiana, tentativo disperato di un gruppo di moriscos di legittimare la loro permanenza in Spagna.
- 1609, 9 aprile. Il Duca di Lerma firma l'espulsione dei Moriscos da tutti i regni della Spagna.
- 1609, 30 settembre. Inizia l'espulsione dei Moriscos valenzani.
- 1609, il 20 ottobre si produce una rivolta morisca contro l'espulsione, ma i ribelli sono sottomessi a novembre.
- 1610. Si espellono i Moriscos aragonesi.
- 1610, settembre. Si espellono i Moriscos catalani.
- 1611-1614. Si espellono i Moriscos dalle terre di Castilla.

## Riscatto posteriore dei Moriscos
Già prima dell'espulsione esisteva in Spagna un sentimento di maurofilia plasmata nella letteratura anche attraverso generi letterari come il romance morisco e il romanzo morisco; quest'ultimo ha potuto contare infatti su due opere maestre come la Historia del Abencerraje y la hermosa Jarifa e la Historia de Ozmín y Daraja. Il cardinale Richelieu scrisse nelle sue memorie che l'espulsione dei Moriscos costituiva "l'atto più barbaro della storia dell'uomo". Al contrario, Cervantes pone in bocca a un personaggio del Quijote, il morisco Ricote, l'elogio delle decisioni di Filippo III "di scacciare frutti velenosi dalla Spagna, già pulita, già sgomberata dai timori nei quali la nostra moltitudine la teneva. Eroica risoluzione del gran Filippo Terzo, e inaudita prudenza nell'averla affidata a don Bernardino de Velasco!", sebbene in quel brano del libro segnalava ugualmente le conseguenze umane dell'espulsione dei Moriscos. In effetti, "Cervantes sta puntando alla Valle de Ricote a Murcia, centro di diffusione di una popolazione di Moriscos che erano diventati molto assimilati dopo secoli di convivenza pacifica con i cristiani, come ricordano opportunamente Vicente Lloréns e Francisco Márquez Villanueva: "Ricote era lo stesso che dire tutta la crudeltà inutile dell'espulsione di alcuni spagnoli da parte di altri spagnoli", parrebbe insinuarci Cervantes tra le righe. D'altra parte, l'umanista giudeoconverso e antiscolastico Pedro de Valencia, discepolo ed esecutore testamentario dell'ebraista Benito Arias Montano, scrisse con il suo Tratado acerca de los moriscos de España, inedito fino al hasta 1979, la difesa meglio argomentata della causa degli espulsi —"L'esilio è pena grande e viene a toccare il maggior numero di persone e tra molti bambini innocenti e già abbiamo proposto come fondamento fermissimo che nessuna cosa ingiusta e con cui si offende Dio Nostro Signore sarà utile e di buon successo per il regno"—. Ugualmente, il Diálogo de consuelo por la expulsión de los moriscos (Pamplona, 1613) di Juan Ripol si contraddistingue per contenere, argomentati, entrambi i punti di vista e sostenere una dura critica al processo di evangelizzazione e allo spopolamento e alla crisi economica causati da tale misura.